# 2001 en Inde
Chronologie de l'Inde
- 1997
- 1998
- 1999
- 2000
- 2001
- 2002
- 2003
- 2004
- 2005

Cet article traite des événements qui se sont produits durant l'année 2001 en Inde.

## Gouvernements
- Président : Kocheril Raman Narayanan
- Premier ministre : Atal Bihari Vajpayee

## Événements

### Janvier
- 1er janvier : Calcutta devient officiellement Kolkata, ré-adoptant son nom pré-colonial.
- 4 janvier : le gouvernement test son premier avion de chasse construit domestiquement. Le vol inaugural de l'avion était prévu pour 1991 et il ne sera pas prêt pour le service avant Inde.
- 16 janvier : 11 personnes sont tuées lorsque le groupe de guérilla séparatiste kashmiri Lashkar-e-Toiba tente de prendre d'assaut l'aéroport civil de Srinagar.

### Avril
- 18 avril : le programme spatial de l'Inde atteint une nouvelle ère avec le lancement réussi de son véhicule de lancement de satellite géostationnaire, le GSLV-D1.

### Mai
- Homme-singe de New Delhi : la police de New Delhi reçoit des appels signalant une créature à l'apparence de singe qui apparait la nuit et attaque des gens.

### Juillet
- 4 juillet : la première station de radio FM privée du pays, Radio City, est lancée à Bangalore

#### Décembre
- 13 décembre : 14 morts lors d'une attaque du Sansad Bhavan par le groupe Lashkar-e-Toibia

## Naissances
- 16 janvier : Srihari Nataraj (en), nageur.
- 31 mars : Baby Annie (en), actrice.
- 3 juin : Rinku Rajguru (en), actrice.
- 12 juin : Salsa Aher (en), joueuse de tennis.
- 19 juin : Saloni Daini (en), actrice.
- 16 août : Lakshya Sen, joueur de badminton.
- 27 août : Esther Anil (en), actrice.
- 30 septembre : Saniya Anklesaria (en), actrice.
- 21 octobre : Namit Shah (en), acteur.
- 10 novembre : Riyan Parag (en), joueur de cricket.
- 27 novembre : 
  - Akash Mishra, joueur de football.
  - Manisha Kalyan (en), joueuse de football.
- 21 décembre : Akash Manoj (en), cardiologue et inventeur.

## Décès
- 13 mai : R. K. Narayan (né en 1906), un écrivain
- 21 juillet : Sivaji Ganesan (né en 1928), un acteur
- 25 juillet : Phûlan Devî (née en 1963), une cheffe d'une bande de dacoïts, puis politicienne, morte assassinée
- 10 décembre : Ashok Kumar (né en 1911), un acteur